# Bolitoglossa biseriata
Bolitoglossa biseriata är en groddjursart som beskrevs av Tanner 1962. Bolitoglossa biseriata ingår i släktet Bolitoglossa och familjen lunglösa salamandrar. IUCN kategoriserar arten globalt som livskraftig. Inga underarter finns listade.

## Bildgalleri

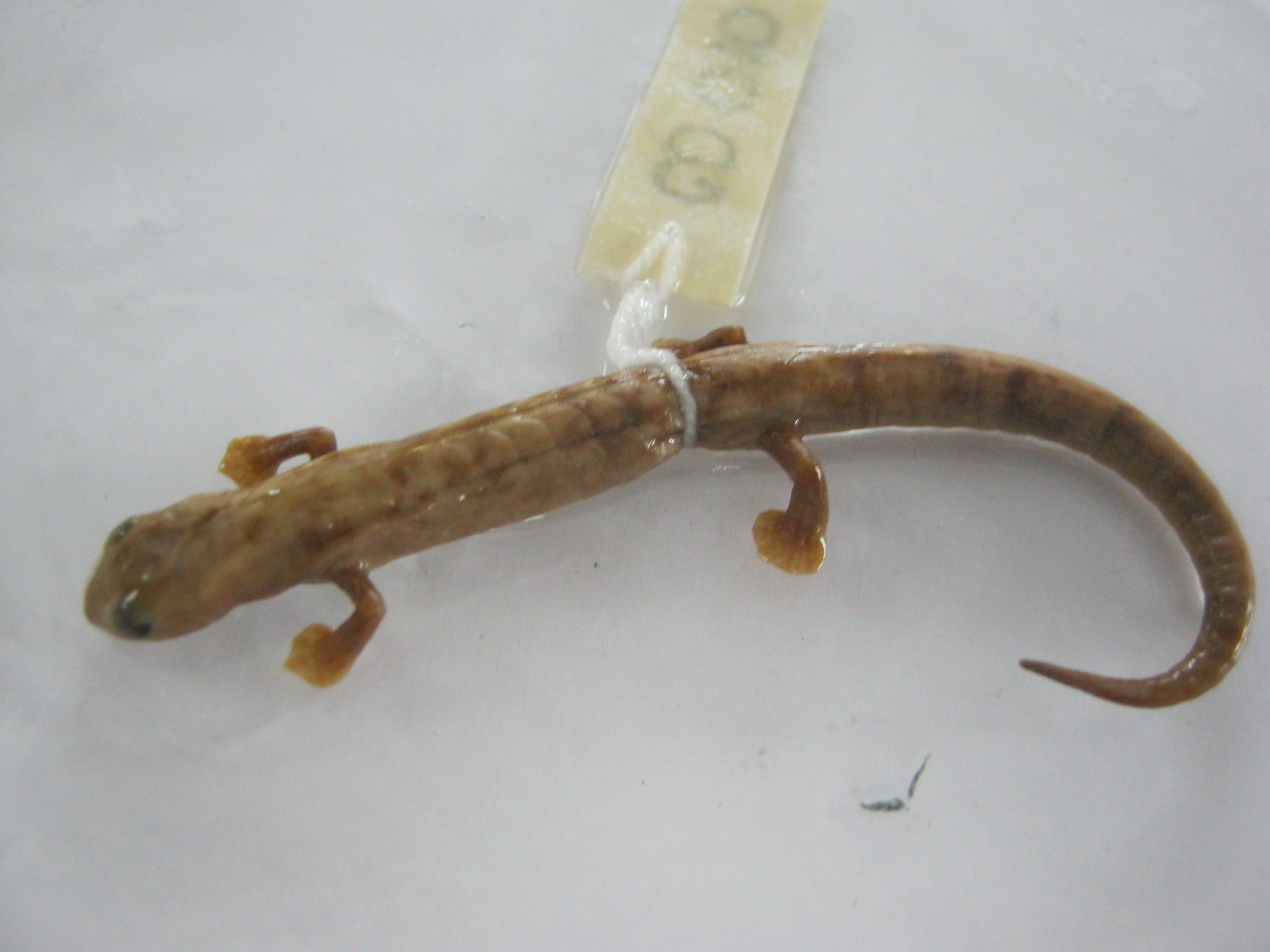